# Supercupa Albaniei
Supercupa Albaniei (albaneză Superkupa e Shqipërisë) este competiția fotbalistică de supercupă disputată anual în Albania începând cu 1989, între campioana din Prva HNL și câștigătoarea Cupei Albaniei. Ea constă dintr-o confruntare de un singur meci, disputat înainte de startul noului sezon pe Stadionul Național din Tirana, cu excepția ediției din 2011, când meciul s-a jucat în Korçë. În total s-au jucat 20 de finale dintre care KF Tirana a câștigat 10 ediții.

## Ediții
- 1989: Dinamo Tirana (ianuarie 11, 1990: 2-0 vs. KF Tirana)
- 1990: KS Flamurtari Vlorë (ianuarie 11, 1991: 3-3 EXT, 5-4 PEN. vs. Dinamo Tirana)
- 1991: KS Flamurtari Vlorë (ianuarie 11, 1992: 1-0 vs. KF Partizani Tirana)
- 1992: KS Elbasani (ianuarie 10, 1993: 3-2 EXT. vs. KS Vllaznia Shkodër)
- 1993: Nu s-a oferit trofeu deoarece atât cupa cât și campionatul au fost câștigate de KF Partizani Tirana
- 1994: KF Tirana (ianuarie 8, 1995: 1-0 vs. KS Teuta Durrës)
- 1995: Final match KF Tirana vs. KS Teuta Durrës (nu s-a jucat)
- 1996: Not Awarded trophy because same opponent in Championship and Cup winners (KF Tirana)
- 1997: Final match KF Tirana vs. KF Partizani Tirana, nu s-a jucat)
- 1998: KS Vllaznia Shkodër (ianuarie 9, 1999: 1-1 EXT, 5-4 PEN. vs. KS Apolonia Fier)
- 1999: Nu s-a oferit trofeu deoarece atât cupa cât și campionatul au fost câștigate de KF Tirana
- 2000: KF Tirana (ianuarie 13, 2001: 1-0 vs. KS Teuta Durrës)
- 2001: KS Vllaznia Shkodër (septembrie 15, 2001: 2-1 vs. KF Tirana)
- 2002: KF Tirana (septembrie 14, 2002: 6-0 vs. Dinamo Tirana)
- 2003: KF Tirana (august 16, 2003: 3-0 vs. Dinamo Tirana)
- 2004: KF Partizani Tirana (august 17, 2004: 2-0 vs. KF Tirana)
- 2005: KF Tirana (august 21, 2005: 0-0 EXT, 5-4 PEN. vs. KS Teuta Durrës)
- 2006: KF Tirana (2-0 vs.  KS Elbasani)
- 2007: KF Tirana (4-2 vs.  KS Besa Kavajë)
- 2008: Dinamo Tirana (2-0 vs.  KS Vllaznia Shkodër)
- 2009: KF Tirana (august 16, 2009: 1-0 vs.  KS Flamurtari Vlorë)
- 2010: KS Besa Kavajë (august 16, 2010: 3-1 vs.  Dinamo Tirana)
- 2011: KF Tirana (august 18, 2011: 1-0 vs. Skënderbeu Korçë)
- 2012: KF Tirana (august 19, 2012: 2-1 vs. Skënderbeu Korçë)
- 2013: Skënderbeu Korçë (august 18, 2012: 1-1 EXT, 4-3 PEN. vs. KF Laçi)

## Performanță după club
| Club             | Trofee | Finale pierdute | Anii câștigători                                           | Anii pierdanți         |
| ---------------- | ------ | --------------- | ---------------------------------------------------------- | ---------------------- |
| KF Tirana        | 10     | 3               | 1994, 2000, 2002, 2003, 2005, 2006, 2007, 2009, 2011, 2012 | 1989, 2001, 2004       |
| Dinamo Tirana    | 2      | 4               | 1989, 2008                                                 | 1990, 2002, 2003, 2010 |
| Vllaznia Shkodër | 2      | 2               | 1998, 2001                                                 | 1992, 2008             |
| Flamurtari Vlorë | 2      | 1               | 1990, 1991                                                 | 2009                   |
| Skënderbeu Korçë | 1      | 2               | 2013                                                       | 2011, 2012             |
| Partizani Tirana | 1      | 1               | 2004                                                       | 1991                   |
| Elbasani         | 1      | 1               | 1992                                                       | 2006                   |
| Besa Kavajë      | 1      | 1               | 2010                                                       | 2007                   |
| Teuta Durrës     | 0      | 3               | -                                                          | 1994, 2000, 2005       |
| Apolonia Fier    | 0      | 1               | -                                                          | 1998                   |
| KF Laçi          | 0      | 1               | -                                                          | 2013                   |

## Recorduri
- Cele mai multe trofee: 10
  - KF Tirana (1994, 2000, 2002, 2003, 2005, 2006, 2007, 2009, 2011, 2012)
- Cele mai multe prezențe: 13
  - KF Tirana (1989, 1994, 2000, 2001, 2002, 2003, 2004, 2005, 2006, 2007, 2009, 2011, 2012)
- Cele mai multe titluri consecutive: 3
  - KF Tirana (2005, 2006, 2007)
- Cele mai multe prezențe consecutive: 8
  - KF Tirana (2000, 2001, 2002, 2003, 2004, 2005, 2006, 2007)
- Cea mai mare victorie:
  - KF Tirana 6-0 Dinamo Tirana (2002)